# Le Pygmée demi-portion

Le Pygmée demi-portion (Half-Pint Pygmy) est un dessin animé américain réalisé par Tex Avery, produit par Metro-Goldwyn-Mayer et sorti en 1948. Il s'agit du dernier dessin animé de Georges et Junior avant une courte renaissance en 1995.

## Synopsis
Dans un parc avec Junior, Georges lit le journal où il découvre qu'un savant offre un prix de 10 000 $ pour la capture du plus petit Pygmée du monde. Il veut ce prix. Aussi, ils arrivent en Afrique et, montés à dos d'éléphant, recherchent le Pygmée. L'éléphant met sa trompe en escalier pour faciliter la descente une fois le village des Pygmées trouvé, qui s'avère être minuscule. Le duo se focalise sur une des huttes, pas plus haute que Georges. Ce dernier demande à son comparse d'assommer l'habitant le plus petit dès qu'il sortira. Il secoue la hutte et toute une file de Pygmées en sort, chacun de plus en plus petit, jusqu'au minuscule. Georges donne le signal, mais c'est lui que Junior applatit (surtout le chapeau, qui devient plan). Georges se venge et l'applatit à son tour. À la poursuite du plus petit Pygmée, il demande à une pieuvre dans un bureau de renseignement par où il est parti. La pieuvre, de ses huit bras, lui indique toutes les directions à la fois. Peu après, Junior échappe à l'étreinte d'un boa mais cela lui laisse le corps déformé. Le Pygmée repousse un moment Georges en l'arrosant avec l'eau d'une trompe d'éléphant, puis se réfugie dans le trou d'un arbre. George l'attire avec une tranche de pastèque. Le minuscule Africain ne peut résister et l'avale en entier, et il poursuit avec le bras de Junior ! 
Puis la chasse reprend : le fuyard prend les pattes d'un oiseau échassier comme échasses, mais il est poursuivi par les deux ours, chacun avec un échassier à sa taille. Puis tous sautent dans la poche d'un kangourou pour en sortir... par la poche d'un autre. À l'aide d'un ballonnet, le Pygmée se gonfle momentanément à taille normale et trompe les ours. La course-poursuite les mène dans une caverne où se trouve un tigre. D'effroi, ils filent à l'air libre. Chacun s'est réfugié sous le chapeau de Junior... même le tigre, qui est très craintif ! Le duo poursuit leur proie sur le cou interminable d'une girafe, cou raccordé à une autre girafe. De même avec un chameau à double tête et à nombreuses bosses. Un pélican, bousculé, s'avale lui-même dans sa poche, puis s'y réfugie. Le Pygmée se cache dans le cou d'une autruche mais Georges démanche l'animal et l'en fait sortir. Le fuyard se réfugie dans un crocodile à moitié transformé en sac. Junior l'a vu, et tout content, il l'apporte à Georges. Ce dernier tire du saurien quantité de vêtements puis la tête du crocodile : il lui a retourné le fond ! 
Le Pygmée nargue les ours. Junior, en relâchant les troncs d'arbres écartés, coupe la tête de Georges (mais son corps vient la rechercher). Le fugitif s'est introduit dans l'antre d'un lion. Les ours tentent leur proie avec un steack... instantanément avalé. Georges entre dans la caverne, y trouve le lion et s'enfuit... pour être encore assommé par le gros ours à la sortie. Le lion en sort, assomme Junior. Se déclenche alors la folie à la Tex Avery, où tout le monde s'assomme. Le Pygmée est le dernier et s'enfuit dans un tronc creux. Georges confie un énorme marteau à son acolyte afin d'arrêter le fuyard quand il en sortira. Encore une fois, Junior applatit Georges à la place, transformé en gros clou enfoncé dans le sol. Penaud, il l'arrache avec le marteau et en redresse la pointe. Une fois redevenu ours, Georges rend le coup. Junior perd un à un les attributs de son visage. 
Le Pygmée a préparé un piège avec une noix de coco suspendue à un arbre par un fil. Il arrête le duo et coupe le fil. La noix tombe et rebondit successivement sur : la tête de Georges, de Junior, d'un zèbre (ce qui fait tomber ses rayures), l'arrière d'une autruche puis sur sa tête ressortie. La noix poursuit sa trajectoire : elle va de la poche d'un kangourou à l'autre, assomme une panthère (qui en perd ses taches), déloge une tortue de sa carapace, fait rentrer la tête de différents animaux, passe la barre de jeu de rugby, détruit le « blindage » d'un rhinocéros (sous les plaques, il n'y a pratiquement rien), retourne les bosses d'un chameau et enfin assomme... le Pygmée. Georges s'en empare, heureux d'avoir capturé le plus petit exemplaire du monde. Mais le captif lui répond qu'il en existe un plus petit que lui. En effet, un Pygmée de la taille d'une puce sort de la hutte et s'en va devant eux. Désespérés, les deux ours plaquent le canon de leur révolver sur la tempe. Georges tire un rideau (qui est l'écran de générique de fin) jusqu'en bas pour cacher ce qui va suivre, mais on entend les coups de feu et tout l'écran est secoué sous le choc.

## Fiche technique
Source IMDb
- Nom original anglais : Half-Pint Pygmy
- Réalisation : Tex Avery
- Scénariste : Henry Wilson Allen (en) (sous le nom de Heck Allen)
- Producteurs : Fred Quimby ; coproducteur : William Hanna
- Direction de production : Carman Maxwell
- Bande originale : Scott Bradley
- Montage : Fred MacAlpin
- Genre : court métrage de dessin animé comique
- Langue : anglais
- Format : couleur (Technicolor) - 35 mm - 1,37:1 - son mono (Western Electric Sound System) - procédé cinématographique : sphérique
- Durée : 7 minutes
- Pays de production : États-Unis
- Date de sortie :
  - États-Unis : 7 août 1948

### Animation
Animateurs :
- William Shull
- Grant Simmons
- Irven Spence (non crédité)
- Louie Schmitt (aussi concepteur de personnages et mise en place, mais n'est au générique que comme animateur)
- Walt Clinton

Décors et mise en place :
- John Didrik Johnsen (non crédité)

## Distribution
Voix d'origne : (personne n'est au générique)
- Tex Avery : l'ours Junior et la pieuvre
- Roy Glenn : Pygmée
- Pat McGeehan (en) : l'ours George

## Controverse
Ce film, ainsi que La Cabane de l'oncle Tom, font partie des œuvres réalisées par Tex Avery qui ont connu des problèmes de censure en raison de leurs prétendus stéréotypes ethniques Africains-Américains. Ils ont notamment été supprimés de l'édition en DVD de l'intégrale de la période MGM du réalisateur qui a été sortie par Warner Home Video en 2003.